# Ravelly
Ravelly foi um grupo musical formado no estado do Pará em 2006 pela vocalista e compositora do grupo, Vanda Ravelly.

## História
Banda formada no estado do Pará, em 2006, pela vocalista e compositora do grupo, Vanda Ravelly. Vanda começou a carreira aos 12 anos de idade, e integrou diversas bandas, como a Banda Swing Latino, Banda Tribos, Forró Chapéu de Couro e Banda Kassikó. Nessa última, conheceu Max Sandro, que se tornou seu marido, e depois DJ da Banda Ravelly. Convidada para cantar com sua prima Viviane Batidão, juntas, compuseram o sucesso "Big som". Após o sucesso, Vanda passou a compor sozinha. Nessa mesma época, compôs a música "Rubi", que faria sucesso com várias bandas, como Banda Djavú, Banda Tecno Show, entre outras. A partir de então, decidiu fundar seu próprio grupo. A cada vez que a música "Rubi" era executada, o crédito era dado à Vanda Ravelli, mas o público pensava tratar-se de "Banda Ravelly". Por esse fato, Vanda e Max Sandro decidiram batizar o grupo como "Banda Ravelly". O primeiro show foi realizado no réveillon de 2007/2008, na cidade de Paragominas (PA), na casa de shows Barone. A partir de então, consagraram-se com sucessos como 'Maciota light", "Atração pit bull", "Meteoro' e "Rubi', todas no estilo tecnomelody. Passaram a fazer shows não só por todo o estado do Pará, mas também em outros estados do país, como Maranhão, Amapá, Tocantins, Bahia, Piauí, São Paulo e Minas Gerais. Gravaram dois DVDs ao vivo, um no Pará e outro no Maranhão. Em 2010, músicas da banda foram incluídas no CD, lançado pela Som Livre, apenas com os maiores sucessos do movimento tecnomelody da época. Ainda no mesmo ano, lançaram um CD, que obteve sucesso com as músicas "Ravelly manda bala", 'Ai que som", "Super fenômeno', "Bateu, ficou' e "Dj que se garante".
Em 2021, sua canção "Ultra Som" foi regravada pela cantora e drag queen Pabllo Vittar e lançado em seu álbum Batidão Tropical.
| Ano  | Título                 | Formato | Nota                         |
| ---- | ---------------------- | ------- | ---------------------------- |
| 2008 | Envolvendo Você        | CD      |                              |
| 2009 | Ao vivo em Imperatriz  | DVD     |                              |
| 2010 | Uma Pancada de Pressão | CD      |                              |
| 2011 | Tecnomelody Brasil     | DVD     | Participação - Bloco Ravelly |
| 2013 | Volume 3               | CD      |                              |

| Ano  | Título     | Nota |  |
| ---- | ---------- | ---- |  |
| 2013 | Amigo Sabo |      |  |
| 2015 | Salto Alto |      |  |